# Nawaratna (klejnoty)
Nawaratna (trl. navaratna, ang. Navaratna, dziewięć klejnotów) – grupa dziewięciu klejnotów (kamieni szlachetnych i podobnych im cennych substancji), które według tradycyjnej astrologii indyjskiej (dźjotisza), jak również wierzeń hinduizmu, reprezentują siły dziewięciu planet (nawagraha).
Nawaratna to:
1. perła
2. rubin
3. topaz
4. diament
5. emerald
6. lapis lazuli
7. koral
8. szafir
9. go-medha.